# Тијатира
Тијатира (грч. Θυάτειρα) је древни град на западној Мале Азије. Данас његови остаци се налазе у близини савременог турског града Акхисар. Током старог и средњег век, био је један од најзначајнијих градова у историјском региону Лидији.
Два пута се спомиње у Новом завету, посебно се ранохришћанска цркве у Тијатири појављује у књизи Откривења као једна од седам цркава Апокалипсе.

## Историја
Археолошка ископавања указују на то да насеље на овом месту налази од 3. миленијума пре нове ере. Тијатира се налазио северно од града Сарда и 60 километара источно од Пергама на територији Лидије у близини границе са Мизијом..
Према Стефану Цариградском византијског име града је дао Селеук I Никатор, али је вероватније да је име древног лидијског порекла. Када је град потпао под власт Селеукида, обновљен је и насељен војницима]. Затим Тијатира пала под власт Пергамског царства 133. п. н. е.. Цар Атал III га је припојио Римском царству. У римском периоду сјајан град је знатно напредовао под управом цара Веспазијана. У граду су боравили и цареви Хадријан (123.) и Каракал (215.).
266. години у Тијатири се одиграла битка између војске цара Валенса и узурпатора Прокопија, који је завршена поразом узурпатора.
Након пада Римског царства 395. Тијатира је припала византијском цасртву. У 12. веку, почела је најезда османских Турака на Малу Азију, и Тијатири током два века била често на удару. У 14. веку Тијатира постаје део Османске империје, а тада је преименована у Акхисар.
Тијатира се налазила на раскрсници важних путева који олакшавају његову трансформацију у важан трговински и занатски центар. Од посебног значаја за град је била производња вунених тканина и порфире.
У Тијатири, као и у другим градовима у Малој Азији, постојала је древна хришћанска црква; Према Епифанију, почетком 3. века, готово сви становници Тијатире су били хришћанин. Црква Тијатира је једна од седам цркава Апокалипсе Међу старим хришћанским епископима Тијатире познати по именима су: Сер (325.), Фуско (431., учествовао на Сабору у Ефесу), Диамон (458.), Василије (878.). Након освајања од стране Турака Тијатирска епархија је укинута.
Почетком 20. века становништво Акхисар је било: укупно 22.000 људи, од којих 14.000 били Муслимани, 7000 - православни грци , 1000 - Јермени и Јевреји. Као резултат грчко-турске размене становништва Грчко становништво је напустило град, који је од тада хомогено Турски.